# Betriebshalt
Als Betriebshalt wird im Eisenbahnbetrieb ein Halt eines Zuges bezeichnet, der dem Bahnbetrieb dient. Dabei wird unterschieden zwischen fahrplanmäßigen Betriebshalten – beispielsweise dem Abwarten eines Gegenzuges auf eingleisigen Strecken (Zugkreuzung) oder der Überholung eines stehenden Güterzugs durch einen Reisezug – und außerplanmäßigen Betriebshalten – beispielsweise aufgrund von Störungen.
Im Gegensatz zum Verkehrshalt erfolgt bei einem Betriebshalt kein Fahrgastwechsel bzw. Güteraustausch.